# 播磨浩謙
播磨 浩謙 （はりま ひろかね、1998年1月31日 - )は、香港出身のプロサッカー選手。ポジションはフォワード。父親が日本人で母親が香港人の日港のハーフで、香港で生まれ育った。

## 来歴
12歳で東方ユースに入団、また香港ユース代表にも選出され、2013年には傑志に移籍した。
2015-16年シーズンに、播磨と3人のユース選手が傑志のトップチームに昇格しプロ契約を結ぶ。
2015年10月21日のエリート育成カップA組での試合で、東方足球隊に引き分けた試合では後半から交代出場、 香港サッカー代表チーム監督の金判坤から高評価を受け、またプレミアリーグでの試合初出場も果たした 。
2016年4月26日、AFCカップF組、カヤFC（フィリピン）を下した試合では、86分にコーナーキックがポストに当たり跳ね返ってきた球が足元に転がり、冷静にこれを決める。この試合両チーム通じて唯一の得点を挙げ、勝利に貢献した。また、これがプロ契約後初ゴールでもあった。
2017-18年シーズンは夢想FC、2018-19年シーズンは凱景にレンタル移籍。
2019-20年シーズンは東方足球隊に完全移籍。

## 参考資料
1. ↑  超聯: Ken哥Blog興大發講青訓 (上) (東網) 【on.cc東網】23-07-2015
2. ↑  青訓見效　小mix等接班 蘋果日報 2013年10月07日
3. ↑  17歲踢港超！
4. ↑  東方1:1撲和傑志 東方日報 2015年10月22日
5. ↑  傑志小將播磨獲稱讚 大公網 2015-10-22
6. ↑  亞協盃　播磨一箭定江山　傑志登榜首 【on.cc東網】2016年4月26日